# 布拉德福德 (阿肯色州)
布拉德福德（英語：Bradford）是一個位於美國阿肯色州懷特縣的城市。

## 地理
布拉德福德的座標為35°25′25″N 91°27′19″W / 35.42361°N 91.45528°W，而該地的平均海拔高度為78米（即256英尺）。

## 人口
根據2020年美國人口普查的數據，布拉德福德的面積為2.24平方千米，皆為陸地。當地共有人口678人，而人口密度為每平方千米302人。